# Oakdale (Californie)
Pour les articles homonymes, voir Oakdale.
Oakdale est une municipalité du comté de Stanislaus, en Californie, aux États-Unis. Elle comptait 23 181 habitants au recensement de 2020. La ville a été fondée en 1871 lorsque se rencontrèrent les voies ferrées de Stockton & Visalia et de Copperopolis. La devise d'Oakdale est
Cowboy Capital of the World («  Capitale cowboy du monde »).

## Géographie
Oakdale est située dans la partie centre-orientale de la Central Valley, près des contreforts de la Sierra Nevada. Les routes de l'État de Californie 108 et 120 (Tioga Pass Road) se croisent dans la ville.
Selon le Bureau du recensement des États-Unis, la ville a une superficie totale de 13,1 km2, dont 13 de terre et 0,1 (0,79 %) d'eau.

## Démographie
| Groupe            | Oakdale | Californie | États-Unis |
| ----------------- | ------- | ---------- | ---------- |
| Blancs            | 80,1    | 57,6       | 72,4       |
| Autres            | 11,5    | 17,0       | 6,2        |
| Métis             | 4,2     | 4,9        | 2,9        |
| Asiatiques        | 2,2     | 13,1       | 4,8        |
| Amérindiens       | 1,0     | 1,0        | 0,9        |
| Afro-Américains   | 0,8     | 6,2        | 12,6       |
| Océaniens         | 0,2     | 0,4        | 0,2        |
| Total             | 100     | 100        | 100        |
|                   |         |            |            |
| Latino-Américains | 26,1    | 37,6       | 16,7       |

Selon l'American Community Survey, en 2021, 78,62 % de la population âgée de plus de 5 ans déclare parler uniquement l'anglais à la maison, 18,46 % déclare parler l'espagnol, 1,99 % une langue indo-européenne et 0,93 % une langue asiatique ou des îles du Pacifiques.
Entre 2012 et 2016, le revenu par habitant était en moyenne de 23 483 dollars par an, bien en dessous de la moyenne de la Californie (31 458 dollars) et des États-Unis (29 829 dollars). De plus, 16,1 % des habitants de Oakdale vivaient sous le seuil de pauvreté (contre 14,3 % dans l'État et 12,7 % à l'échelle du pays).
| 1880 | 1890  | 1910  | 1920  | 1930  | 1940  |
| ---- | ----- | ----- | ----- | ----- | ----- |
| 376  | 1 012 | 1 035 | 1 745 | 2 112 | 2 592 |

| 1950  | 1960  | 1970  | 1980  | 1990   | 2000   |
| ----- | ----- | ----- | ----- | ------ | ------ |
| 4 064 | 4 980 | 6 594 | 8 474 | 11 961 | 15 503 |

| 2010   | 2020   | - | - | - | - |
| ------ | ------ | - | - | - | - |
| 20 675 | 23 181 | - | - | - | - |

## Caractéristiques du sol

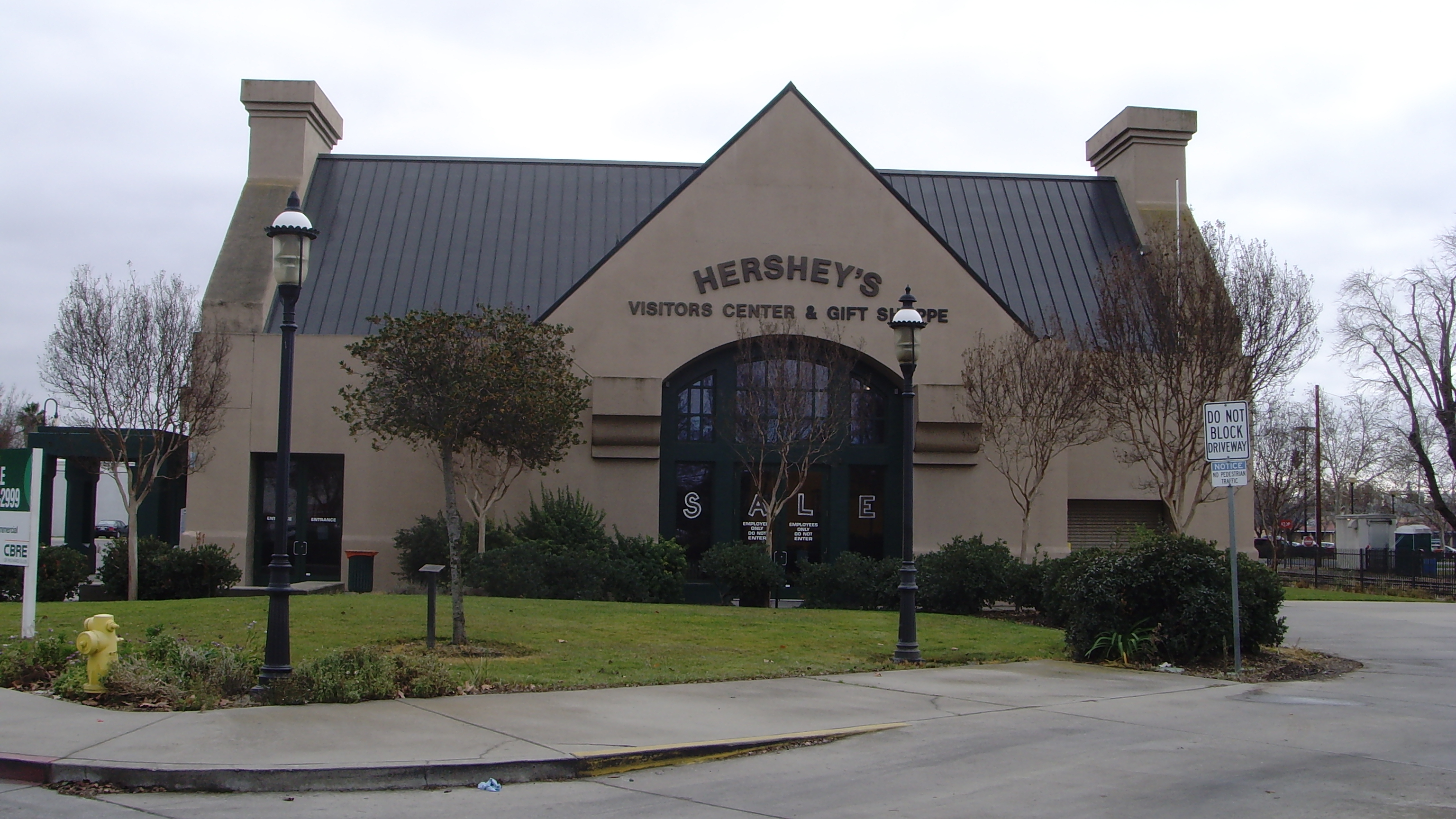
La boutique de la marque de chocolat Hershey's

Historiquement, la région a servi à des vergers et d'autres usages agricoles. Les types de terre communément trouvés près d'Oakdale sont le sable de Delhi, le terreau sablonneux d'Oakdale, de Hanford et de Tujunga. Oakdale se trouve à une altitude moyenne d'environ 55 m et l'écoulement des eaux de pluie se fait par le nord-ouest vers la rivière Stanislaus.
Il y a eu plusieurs contaminations locales du sol et des couches aqueuses par des produits chimiques toxiques. Par exemple :
- Beacon Service Station, 1590 East F Street, Oakdale. En 1985, une défaillance d'un réservoir souterrain provoqua une fuite de carburant. Environ 7 500 litres de produit furent déversés dans l'environnement. La nappe phréatique fut contaminée, avec des concentrations de benzène de l'ordre de 1790 parts par billion.

- Chevron Service Station, 346 East F Street, Oakdale. Une inspection du site le 25 mai 1987 montra qu'une quantité inconnue de gasoline avait été déversée, contaminant la nappe phréatique.

- Cruse Brothers, 663 South Yosemite Avenue, Oakdale. Une contamination par du carburant diesel fut découverte le 11 novembre 1988 à l'occasion du retrait d'un réservoir d'acier de près de 2 000 litres, vieux de trente ans.

## Économie

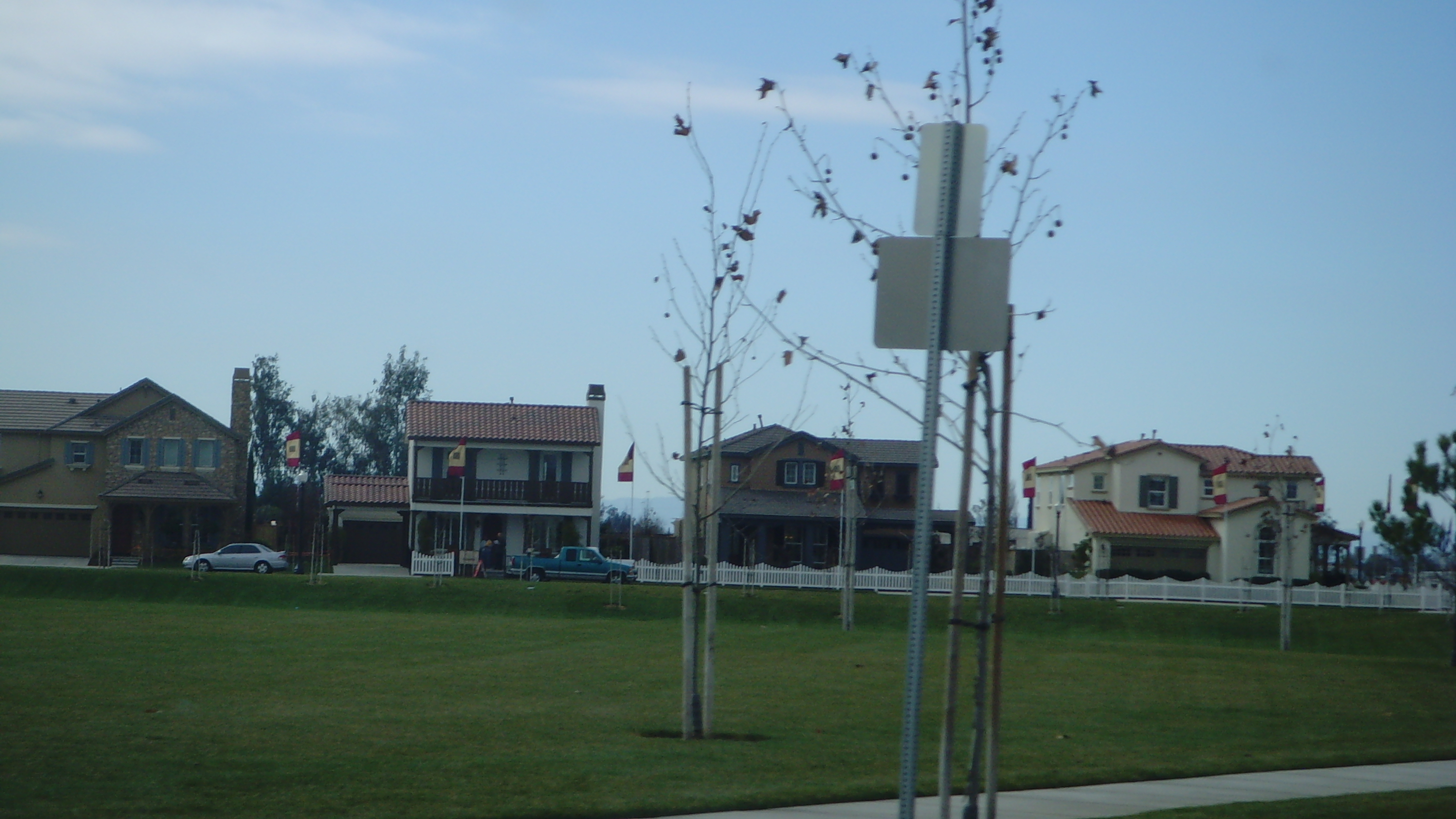
Maisons typiques de la région d'Oakdale

L'économie d'Oakdale est centrée autour de l'agriculture, de l'industrie agroalimentaire et du tourisme. Sa situation à l'angle oriental de la Central Valley californienne fait de la ville The Gateway to Yosemite (« La porte vers Yosemite »), une allusion au Parc national de Yosemite tout proche et à la chaîne de la Sierra Nevada.
Oakdale a aussi hébergé une usine de chocolat de la compagnie Hershey ; cette usine a fonctionné du 22 mai 1965 jusqu'en janvier 2008, et employait à peu près 575 personnes des environs à sa date de fermeture. De nombreuses autres usines alimentaires se trouvent à proximité, en particulier une usine de la marque Hunt's (appartenant à ConAgra Foods), qui est l'une des plus grosses usines de traitement des tomates du monde.

## Personnalités liées à la commune
- Tom Brier (1971), pianiste et compositeur de ragtime, y est né.